# Sarah Cook (wioślarka)
Sarah Cook (ur. 4 lutego 1985 w Ipswich) – australijska wioślarka.

## Osiągnięcia
- Mistrzostwa Świata – Eton 2006 – ósemka – 3. miejsce[1].
- Mistrzostwa Świata – Monachium 2007 – ósemka – 4. miejsce[1].
- Mistrzostwa Świata – Monachium 2007 – dwójka bez sternika – 4. miejsce[1].
- Igrzyska Olimpijskie – Pekin 2008 – dwójka bez sternika – 10. miejsce[1].
- Mistrzostwa Świata – Poznań 2009 – dwójka bez sternika – 5. miejsce[1].